# ياسويوكي يوشيدا
ياسويوكي يوشيدا (باليابانية: 吉田康幸؛ بالكانا: ヨシダ ヤスユキ) هو لاعب كرة قدم ياباني، ولد في 19 ديسمبر 1982 في تاكاتسوكي في اليابان. لعب مع Tri Asia Phnom Penh FC ‏.